# Herman Gall
Hermanus Joannes Gerardus (Herman) Gall (Naarden, 18 juli 1878 - Amsterdam, 15 mei 1960) was samen met zijn broer Jan Gall (1880-1974) de opvolger van Maria Gall en tweede eigenaar van de Gall & Gall-zaken.

## Biografie
Herman en Jan Gall namen in 1900 de slijterijen van hun moeder Maria Gall over. Maria was in 1884 begonnen met één zaak aan de Ferdinand Bolstraat en had intussen een tweede zaak geopend aan de Ceintuurbaan. Jan bestierde de zaak op de Ceintuurbaan. Hij trok zich echter terug in 1940, waarna Herman het gehele concern bestuurde. Vanaf 1950 begint Herman winkels te verkopen aan A.J.J. Vlasman. Vlasman was toen al directeur en voorzitter bij meerdere drankketens. In 1959 draagt Herman de laatste winkel aan Vlasman over. Vlasman veranderde daarop de naam van al zijn drankwinkels in Gall & Gall. Er zijn nu in Nederland 550 Gall & Gall-zaken.
Herman huwde in 1902 met Anna Snelders. Zij kregen drie kinderen.